# Plymouth Argyle FC
Plymouth Argyle FC is een Engelse voetbalclub, waarvan The Pilgrims (de Pelgrims) de bijnaam is. De club werd opgericht in 1886 en komt uit Plymouth, een grote stad in het zuidwesten van Engeland. Plymouth Argyle werd een professionele club in 1903. De clubkleuren groen en wit zijn de kleuren van Devon. Sinds 2008 is Plymouth de grootste stad van Engeland, waarvan nog nooit een team in de hoogste klasse speelde, daarvoor was dat Kingston upon Hull.
De club speelt haar thuiswedstrijden in Home Park. Dit stadion werd in de Tweede Wereldoorlog vrijwel volledig vernietigd door Duitse Bommenwerpers tijdens de aanval op Plymouth.
In het seizoen 2009/2010 werd de club op een na laatste in de Championship waardoor het weer naar de League One degradeerde. Door financiële problemen werden 10 punten afgetrokken in het seizoen 2010/11. Hierdoor en mede door slechte sportieve prestaties eindigde Plymouth op de voorlaatste plaats, waardoor het degradeerde naar de League Two.
In het seizoen 2016/17 van de League Two eindigde Plymouth op een tweede plaats, waardoor ze promoveerden naar de League One. Plymouth had in dat seizoen 87 punten behaald net als Portsmouth, maar doordat Portsmouth een beter doelsaldo had pakte Plymouth het kampioenschap net niet.
In het seizoen 2018/19 degradeerde Plymouth na twee seizoenen in League One gespeeld te hebben naar de League Two, om een jaar later weer terug te keren. In 2023 werd de club kampioen, zodat voor het eerst sinds 2010 de Championship weer bereikt werd.

## Erelijst
- EFL League One: 2023
- Football League Second Division: 2004
- Football League Third Division: 1959, 2002
- Football League Third Division South: 1930, 1952
- Southern Football League: 1913
- Western Football League: 1905
- South West Regional League: 1940

## Eindklasseringen vanaf 1946/47
- 1947 19e
Second Division
- 1948 17e
Second Division
- 1949 20e
Second Division
- 1950 21e
Second Division
- 1951 4e
Third Division North / South
- 1952 1e
Third Division North / South
- 1953 4e
Second Division
- 1954 19e
Second Division
- 1955 20e
Second Division
- 1956 21e
Second Division
- 1957 18e
Third Division North / South
- 1958 3e
Third Division North / South
- 1959 1e
Third Division
- 1960 19e
Second Division
- 1961 11e
Second Division
- 1962 5e
Second Division
- 1963 12e
Second Division
- 1964 20e
Second Division
- 1965 15e
Second Division
- 1966 18e
Second Division
- 1967 16e
Second Division
- 1968 22e
Second Division
- 1969 5e
Third Division
- 1970 17e
Third Division
- 1971 15e
Third Division
- 1972 8e
Third Division
- 1973 8e
Third Division
- 1974 17e
Third Division
- 1975 2e
Third Division
- 1976 16e
Second Division
- 1977 21e
Second Division
- 1978 19e
Third Division
- 1979 15e
Third Division
- 1980 15e
Third Division
- 1981 7e
Third Division
- 1982 10e
Third Division
- 1983 8e
Third Division
- 1984 19e
Third Division
- 1985 15e
Third Division
- 1986 2e
Third Division
- 1987 7e
Second Division
- 1988 16e
Second Division
- 1989 18e
Second Division
- 1990 16e
Second Division
- 1991 18e
Second Division
- 1992 22e
Second Division
- 1993 14e
Second Division
- 1994 3e
Second Division
- 1995 21e
Second Division
- 1996 4e
Third Division
- 1997 19e
Second Division
- 1998 22e
Second Division
- 1999 13e
Third Division
- 2000 12e
Third Division
- 2001 12e
Third Division
- 2002 1e
Third Division
- 2003 8e
Second Division
- 2004 1e
Second Division
- 2005 17e
Championship
- 2006 14e
Championship
- 2007 11e
Championship
- 2008 10e
Championship
- 2009 21e
Championship
- 2010 23e
Championship
- 2011 23e
League One
- 2012 21e
League Two
- 2013 21e
League Two
- 2014 10e
League Two
- 2015 7e
League Two
- 2016 5e
League Two
- 2017 2e
League Two
- 2018 7e
League One
- 2019 21e
League One
- 2020 3e
League Two
- 2021 18e
League One
- 2022 7e
League One
- 2023 1e
League One
- 2024 21e
Championship
- 2025 23e
Championship

- Second Division
- Third Division
- Championship
- League One
- League Two

ⓘ In 1992 invoering van de Premier League en opheffing van de Fourth Division; in 2004 opheffing van de First, Second en Third Division.

## Bekende (oud-)spelers
- Sammy Black
- Jack Chisholm
- Graham Coughlan
- Neil Dougall
- Jim Furnell
- Dan Gosling
- Bruce Grobbelaar
- Kevin Hodges
- Lukas Jutkiewicz
- Nigel Lonwijk
- Ernie Machin
- Paul Mariner
- Émile Mpenza
- Gary Nelson
- Gordon Nisbet
- Julio Pleguezuelo
- David Phillips
- Eric van Rossum
- Marcel Seip
- Peter Shilton
- David Stockdale
- Colin Sullivan
- Tommy Tynan
- Taribo West
- Johnny Williams
- Yannick Bolasie

## Trivia
Het shirtnummer 12 wordt niet gebruikt door een speler, maar is toegekend aan de Green Army, de supporters die als 'twaalfde man' achter hun club staan.